# Ден на археолога
Денят на археолога е професионален празник на археолозите. Той се чества в Казахстан, Русия и Украйна на 15 август. В България той се чества на 14 февруари, от 1971 г. насам, по инициатива на Археологическия институт с музей при Българска академия на науките.
През 2008 г., с указ на президента на Украйна – Виктор Юшченко, празникът е обявен за официален.